# 王子镇地区
王子镇地区（英語：Princes Town region）是特立尼达和多巴哥的9个地区之一，位于特立尼达岛中南部，北邻库瓦-塔瓦基特-塔尔帕罗地区，东临马亚罗-里奥克拉罗地区，南毗加勒比海，西接圣费尔南多和皮纳尔-德贝地区，首府设于王子镇，面积620平方公里，2011年人口102,375，人口密度每平方公里170人。
1. ↑  . DIGITAL LEGISLATIVE LIBRARY. Government of the Republic of Trinidad and Tobago.   [28 May 2021].